# Sýpka Střevač
Barokní sýpka ve Střevači se nalézá na jižním okraji obce Střevač v okrese Jičín u křižovatky silnice vedoucí do obce Chyjice. Sýpka je chráněna jako kulturní památka České republiky.

## Popis
Barokní sýpka byla postavena roku 1690 a k její stavbě byl použit kámen z tehdy rozebírané původní tvrze. Sýpku navrhl architekt Jan Baptista Mathey. Původně byla budova sýpky čtyřpatrová, v roce 1870 byla při přestavbě snížena o jedno patro. Okna mají kamenná ostění, na rozích budovy u silnice se nacházejí vytesané erby tehdejších majitelů - hraběcího rodu Šliků a nad hlavním vchodem je umístěna kamenná deska s nápisem připomínající stavebníka, rok stavby a jméno architekta. Fasáda (v současné době s téměř nedochovanou omítkou) je členěna pilastry. Budova sýpky je i v roce 2019 využívána ke skladování obilí.

## Galerie

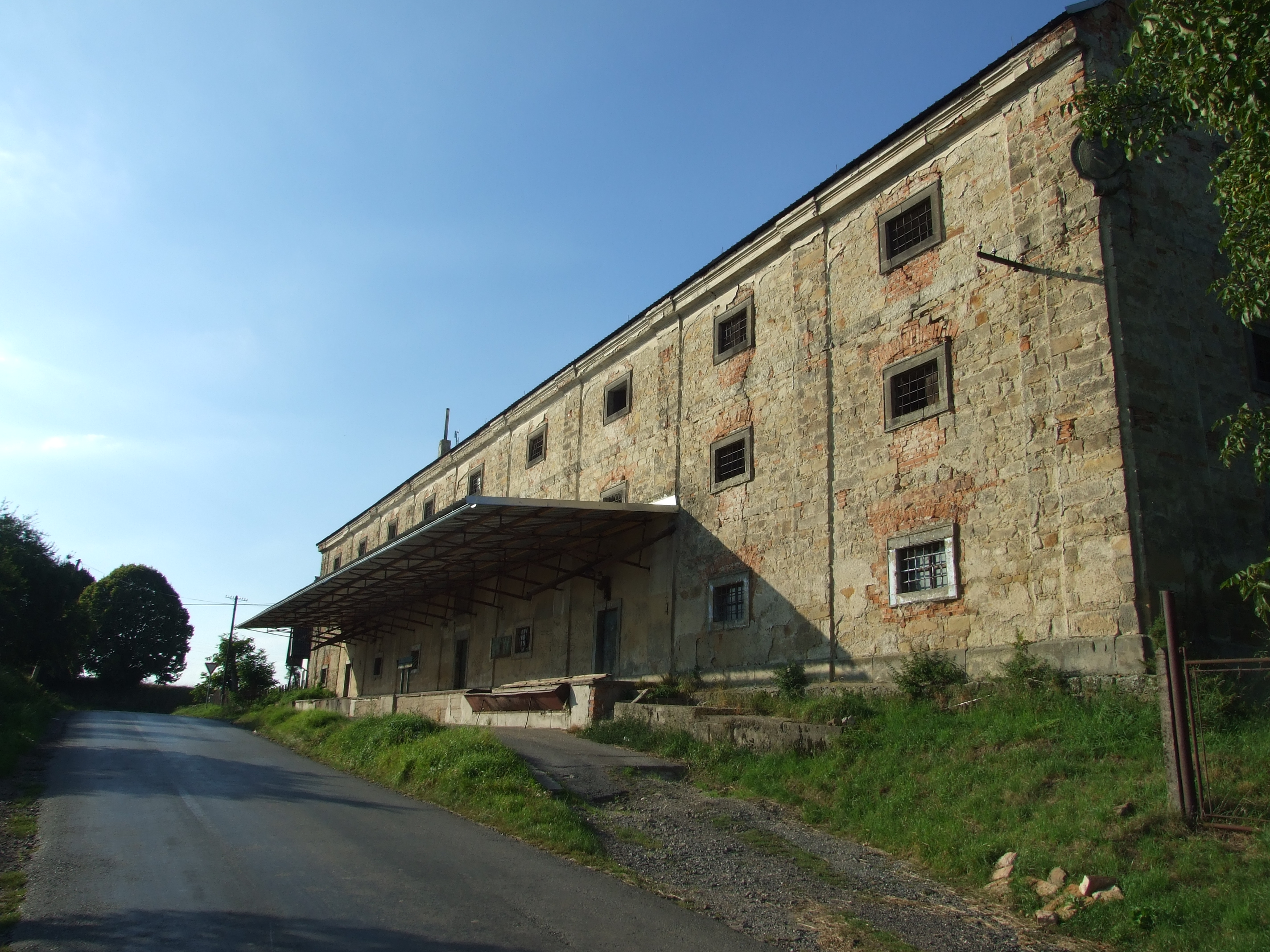
pohled na barokní sýpku u Střevače
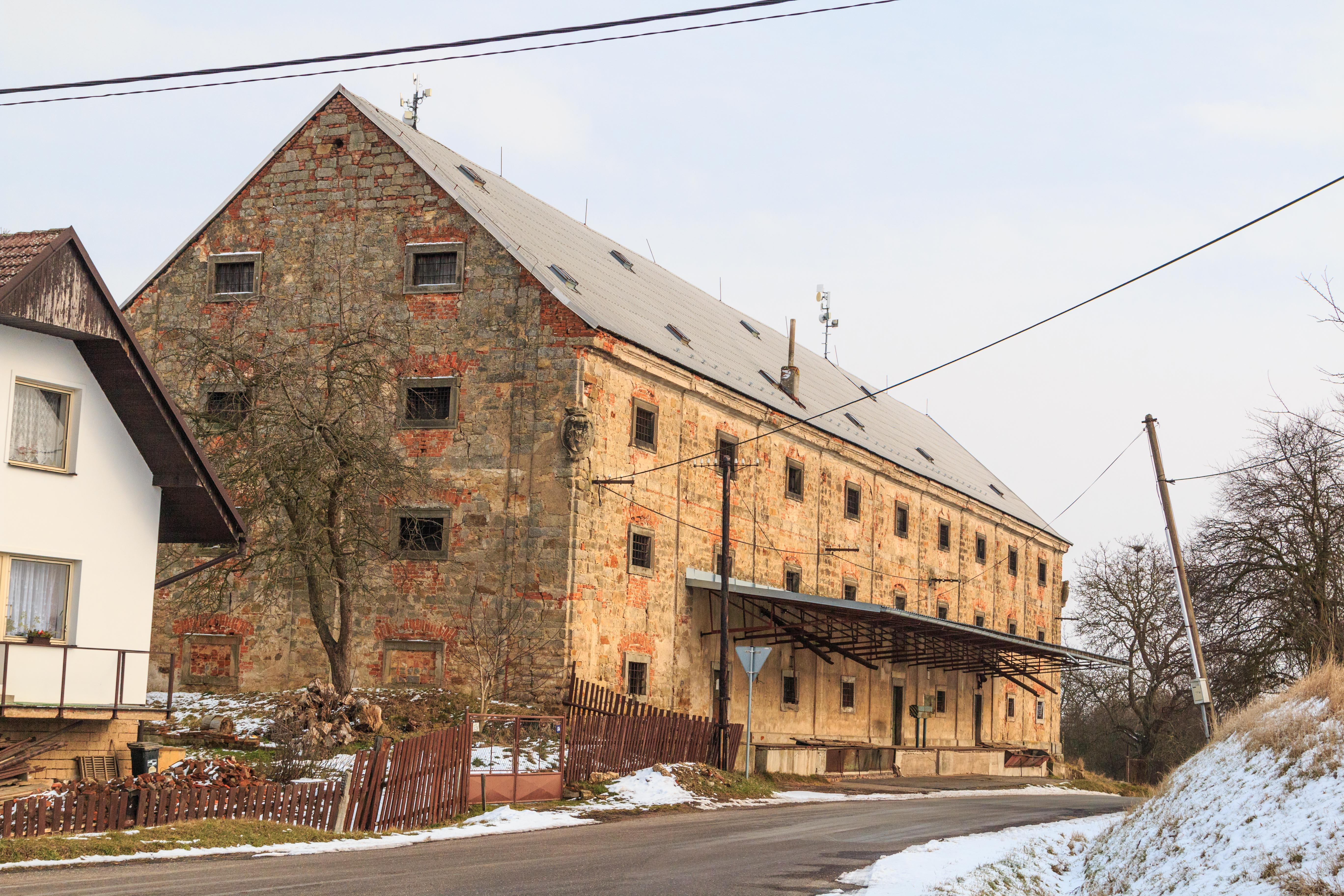
pohled na barokní sýpku u Střevače
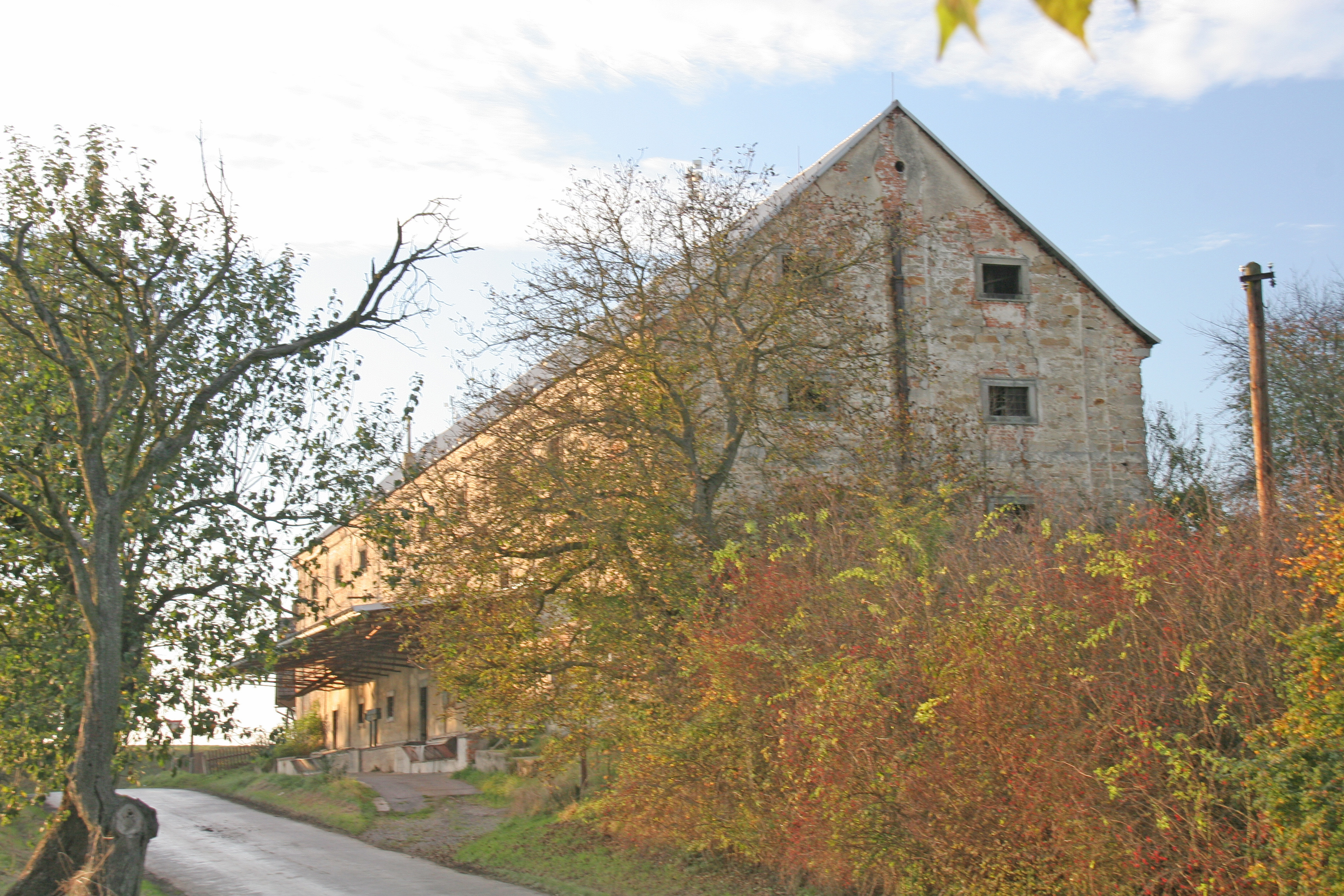
pohled na barokní sýpku u Střevače